# Castello di Melendugno
Il castello di Melendugno o meglio la torre, oggi denominato palazzo baronale D'Amely, fu costruito ai margini dell'antica cinta muraria dell'attuale cittadina in provincia di Lecce.

## Storia e descrizione

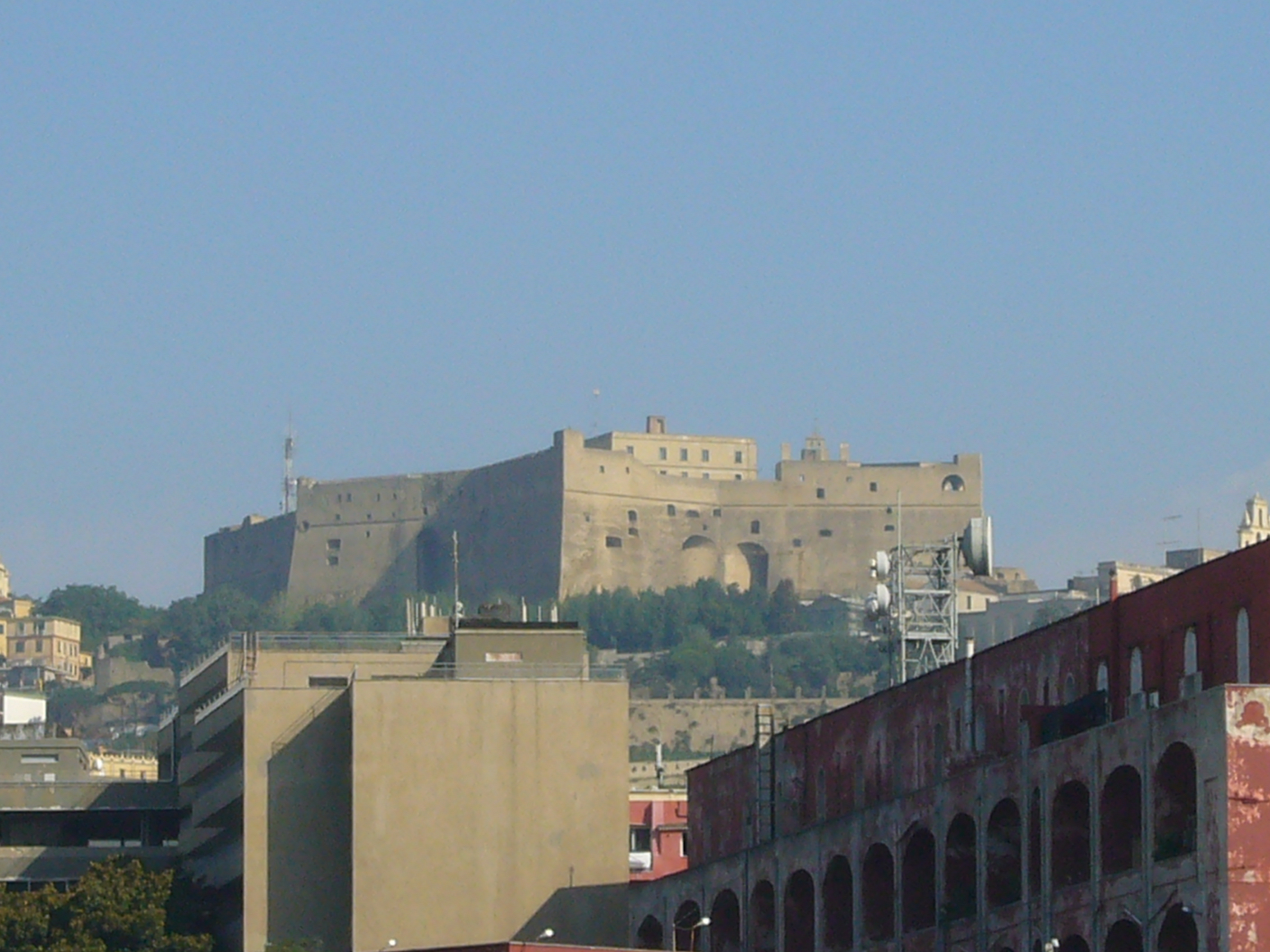
Veduta di Castel Sant'Elmo a Napoli

Il palazzo baronale D'Amely, chiamato anche castello, si presenta come una grande torre poligonale edificata su progetto del celebre ingegnere militare Gian Giacomo dell'Acaya nella seconda metà del XVI secolo su commissione di Pompeo Paladini, settimo barone di Melendugno e Lizzanello. La pianta stellare dell'edificio trova solo tre confronti in tutta la Puglia. La torre, un tempo circondata dal fossato, sorgeva isolata rispetto alla cerchia delle mura medievali, divenuta probabilmente un sistema difensivo poco efficace.
Alta 12,50 metri con mura di 4,5 metri, presenta una base scarpata e una facciata divisa da due tori marcapiano. L'accesso era possibile attraverso un ponte levatoio, protetto sulla verticale da una caditoia. Con l'avvento dei baroni  D'Amely, il ponte levatoio fu sostituito con uno in muratura chiuso da un portale di foggia cinquecentesca sormontato dall'emblema nobiliare: due leoni addossati e coricati che sostengono sul dorso una torre merlata. Al di sopra dello stemma troneggia la statua della Madonna Immacolata. Nei pressi della torre si collocavano le carceri baronali, i magazzini per i viveri e la torre con guardiola. La presenza di un piccolo campanile a vela sulla sommità del prospetto, ricorda l'esistenza di una piccola cappella al pian terreno che conserva ancora gli affreschi del Cristo Crocifisso e di una Madonna col Bambino.
Di particolare interesse risulta la somiglianza, seppur in questo caso in dimensioni ben più piccole, con il Castel Sant'Elmo di Napoli e con alcuni elementi architettonici difensivi della cittadella di Malta, quali i torrioni cosiddetti a "pinza" che lasciavano cioè tra le due cortine a stella lo spazio ideale per bersagliare il nemico. Tali somiglianze potrebbero spiegarsi con il fatto che tali aree ricadevano sotto la corona degli Asburgo; in particolare il castello fu costruito alla vigilia del Regno di Carlo V.